# Cinquième métatarsien
Pour un article plus général, voir Métatarsien.

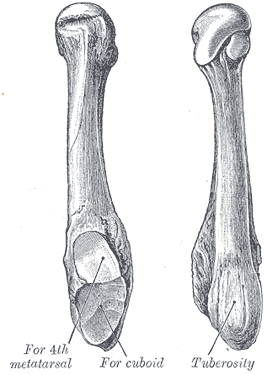
Le cinquième métatarsien

La tubérosité du cinquième métatarsien

Le cinquième métatarsien est un des cinq os long du métatarse.

## Description
Le cinquième métatarsien est le deuxième plus petit des métatarsiens.
Comme pour les quatre autres os métatarsiens, il peut être divisé en trois parties : la base, le corps et la tête.
Sa base est aplatie de haut en bas et projette en arrière, en dehors et en bas une apophyse : la tubérosité du cinquième os métatarsien qui donne insertion au tendon du muscle court fibulaire. Elle est reliée à la tubérosité du calcanéum par une bande du fascia plantaire.
En arrière une surface articulaire triangulaire coupée obliquement dans le sens transversal s'articule avec le cuboïde. Médialement elle présente une facette articulaire pour le quatrième métatarsien.
La face plantaire de la base est rainurée pour le tendon du muscle abducteur de petit orteil.
La tête s'articule avec la cinquième phalange proximale.

## Insertions musculaires
| Muscle                                           | Direction | Zone d'attache                          |
| ------------------------------------------------ | --------- | --------------------------------------- |
| Muscle troisième fibulaire                       | Insertion | Face dorsale de la base                 |
| Muscle court fibulaire                           | Insertion | Tubérosité                              |
| Muscle court fléchisseur du petit orteil         | Origine   | Surface plantaire de la base            |
| Quatrième muscle interosseux dorsal du pied      | Origine   | Côté médial du corps                    |
| Troisième muscle nterosseux plantaire            | Origine   | Côté médial de la base et du corps      |
| Tête horizontale du muscle adducteur de l'hallux | Origine   | Ligament métatarsien transverse profond |

## Aspect clinique
Le cinquième métatarsien est palpable le long des bords externes des pieds.

### Fractures
Les fractures du cinquième métatarsien sont fréquentes et se distinguent par leur localisation :
- Une fracture de la diaphyse proximale est généralement une fracture de fatigue, fréquente chez les athlètes[2], [3].
- Une fracture de la métaphyse, qui, en raison d'un mauvais apport sanguin dans cette zone, ne guérit parfois pas et peut nécessiter une intervention chirurgicale[4].
- Une fracture la tubérosité (fracture du danseur) par avulsion[5], [6].

Une radiologie peut montrer une fausse image de fracture dans certains cas :
- L'apophyse en tant que centre d'ossification secondaire de l'os, est normalement présente entre 10 et 16 ans[7].
- Présence d'un os accessoire présent chez 0,1 à 1 % de la population[8].